# An Đổ
An Đổ (安堵) là một xã thuộc huyện Bình Lục tỉnh Hà Nam. Diện tích trên 7 km², dân số trên 9000 người. An Đổ giáp ranh với các xã cùng trong huyện là Trung Lương, Tiêu Động, La Sơn và thị trấn Bình Mỹ Với 11 thôn gồm: Giải Tây, Giải Đông, Trung, Thượng, Cao, Vượt, Phu, Nguyễn, Cói, Sông, An Cao(hợp nhất 2 thôn An Đổ và Cao Dương). Trên địa bàn xã có con mương Cao Dương và sông Sắt chảy qua. Đường xá giữa các thôn và đường nội đồng được bê tông hoá 100%, Ở xã có thôn Phu là làng nghề dũa truyền thống nổi tiếng. Kinh tế - Văn Hoá - Xã hội của xã ngày một đi lên, Xã An đổ phấn đấu đến năm 2020 là xã nông thôn mới kiểu mẫu đầu tiên của huyện Bình Lục.